# 張樹元
張 樹元（ちょう じゅげん）は清末民初の軍人。北京政府、安徽派に属した。字は少卿。

## 事跡
新建陸軍徳文学堂を卒業。日本に留学して陸軍士官学校第3期砲兵科で学んだ。帰国後は、北洋第5鎮砲兵第5標統、第10協協統を歴任した。
辛亥革命の際には、山東の革命派の鎮圧に従事した。1914年（民国3年）7月30日、中央陸軍第5師師長に昇進し、山東軍務幇弁に任命される。
護国戦争（第三革命）勃発後の1916年（民国5年）5月、中華革命軍東北軍（総司令：居正）と濰県城で交戦。この戦闘で巻き添えを受けた日本軍の鉄道守備隊兵士や邦人居留民に死傷者が出たため、張樹元は歩兵第40連隊長石浦謙二郎大佐より抗議を受ける。この問題は日中間の外交問題に発展し、結果補給を絶たれて戦闘継続不能に陥った張樹元は革命軍に屈し、15日に革命軍との和議に署名。濰県城を23日に明け渡した。
1918年（民国7年）8月、護理山東督軍兼署長となり、同年11月、署理山東督軍兼省長に昇進した。
1919年（民国8年）3月、正式に山東督軍に任命された。同年12月、北京政府将軍府謙威将軍に任命されて北京に召還された（後任の山東督軍は田中玉）。1925年（民国13年）、臨時執政府軍務庁庁長に任命された。
1934年（民国23年）、死去。享年56。

## 注
1. ↑  中华民国史档案资料汇编3(17)，江苏古籍出版社，第243页
2. ↑  “居正：鏖戦山東討袁護国保共和”.   中国第二历史档案馆. 2020年8月25日閲覧。
3. ↑  「護理」とは、下級の地位の者による上級の地位の代行を指し、「署理」とは、事務取扱による代行を指す。